# Mary H. J. Henderson

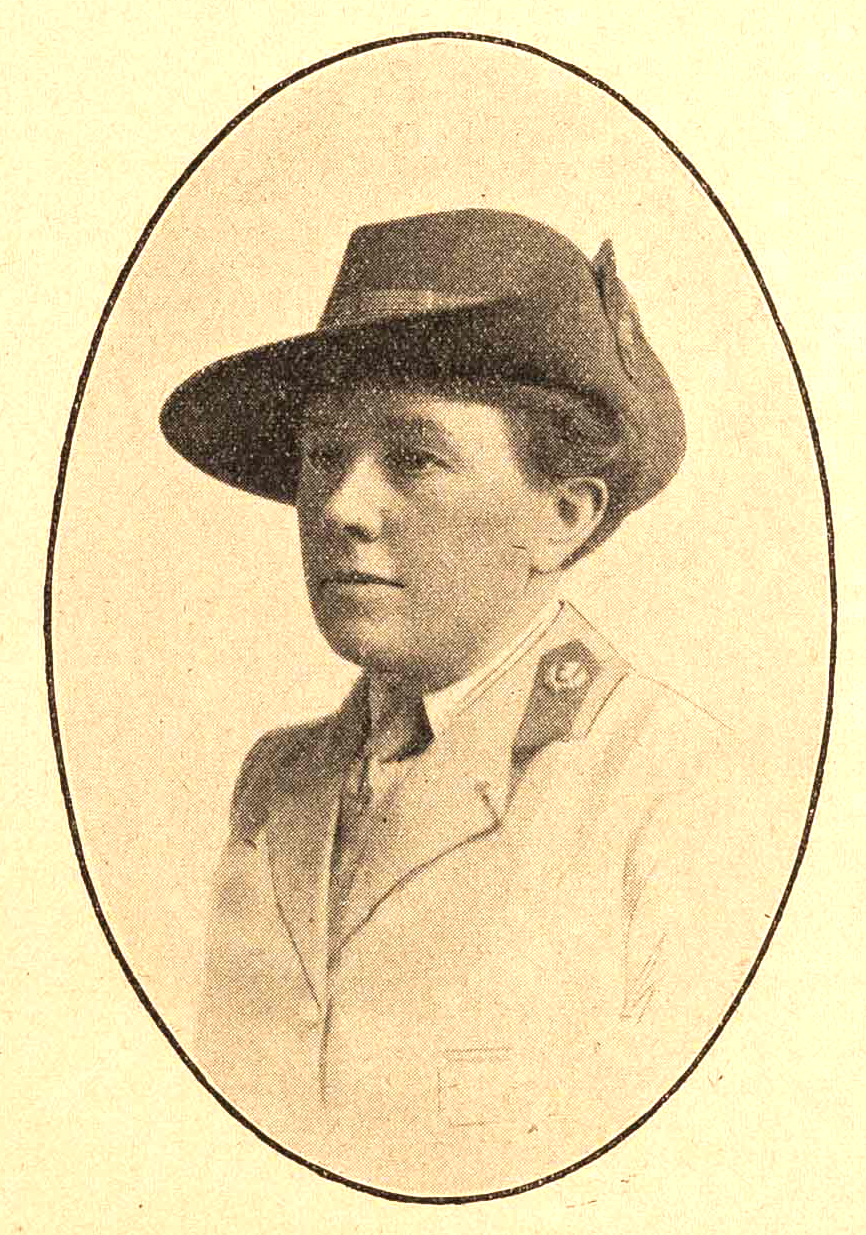
Mary H. J. Henderson, 1917

Mary Helen Jane Henderson (* 1874 im Parish Old Machar, Aberdeen; † 6. November 1938 in Rhynie, Aberdeenshire) war eine schottisch-britische Dichterin, Frauenrechtlerin und Administratorin im von Elsie Inglis gegründeten Scottish Women’s Hospitals for Foreign Service (SWH), der im Ersten Weltkrieg an Fronten in verschiedenen europäischen Ländern aktiv war. Sie gründete von Frauen geleitete Sozialarbeits- und Bürgergruppen in Dundee, Aberdeen und London und war in karitativen Einrichtungen wie dem Dundee War Relief Fund tätig und setzte sich für das Frauenwahlrecht ein. Während der Kriegszeit war sie auch dichterisch tätig.

## Leben

### Vor dem Ersten Weltkrieg
Henderson wurde als Tochter von William Low Henderson, einem Architekten aus Aberdeen, geboren und hatte einen Zwillingsbruder. Eine Zeitlang lebte die Familie in einem Cottage in der Nähe von Königin Victorias Schloss Balmoral und sie spielte dort häufig mit den königlichen Enkelkindern. Später schrieb sie über ihre Begegnungen mit Königin Victoria selbst, die ihr 1887 ein Porträtfoto schenkte, und über John Brown, den schottischen Diener, den Henderson als Kind für unhöflich hielt. Einige Jahre lebte sie in Italien. Die meiste Zeit ihres Lebens lebte Henderson in Broughty Ferry, Dundee.
1913 schlug Henderson im Namen der Zweigstelle der National Union of Women Workers in Dundee vor, eine „weibliche Vertreterin“ in den Vorstand der Royal Scottish Society for Prevention of Cruelty to Children aufzunehmen. Sie war Mitbegründerin des Dundee Infant Hospital. 1919 empörte sich darüber, dass dort Ärztinnen entlassen wurden, obwohl der Dienst ursprünglich von Frauen gegründet worden war. Ihr Brief an die Presse blieb erfolglos, da nach dem Krieg Männer in der Medizin wie in anderen Bereichen bevorzugt wurden.
Henderson leitete ab 1913 die Dundee Women’s Suffrage Society, die nicht militant und überparteilich war, als ehrenamtliche Sekretärin. Während der Zeit gewann die Gruppe 40 neue Mitglieder und erreichte damit eine Gesamtzahl von 205. Henderson sagte, dass eine „verstärkte öffentliche Unterstützung“ schließlich das Frauenwahlrecht erreichen würde, aber forderte auch, dass die nationale Politik der National Union of Women’s Suffrage Societies (NUWSS) von der Sammlung von „gebildeten Einzelmitgliedern“ zur „Erziehung der Parteien“ übergehen müsse.
Im selben Jahr veranstaltete Henderson ein Café-chantant, bei dem die Suffragette Alice Crompton zu Gast war, die vom Wachstum der nichtmilitanten Bewegung auf „60 Zweigstellen und fast 40.000 Mitglieder in ganz Schottland“ berichtete. Im Januar 1914 leitete Henderson eine gemeinsame Sitzung der NUWSS von Dundee und der Independent Labour Party. Sie selbst war Parliamentary Secretary der Scottish Women’s Suffrage Societies geworden, und die Rednerin Ethel Snowden zog ein großes Publikum in ihren Bann.
Als 1914 mit Beginn des Ersten Weltkriegs das Stillhalteabkommen zwischen Suffragetten und Regierung abgeschlossen wurde, schrieb Henderson an den Lord Provost und bot die Dienste der Mitglieder der Dundee Women’s Suffrage Society, ihre Räumlichkeiten und Ressourcen an, um bei der Organisation der Kriegshilfe zu helfen. Es wurde vereinbart, ein Dundee Women’s War Relief Executive Committee (DWWREC) zu gründen, zu dessen erster Sekretärin Henderson ernannt wurde.
Henderson war eine der drei Frauen, die bei den Wahlen School board von Dundee 1914 kandidierten. Während der Vorstellung der Kandidatinnen wurde ihre Rolle in der Kampagne zum Frauenwahlrecht mit ihrem Bild in der Presse verbunden. Eine Mitstreiterin, Agnes Husband, wurde gewählt, aber obwohl Henderson mehr Einzelstimmen hatte als der Spitzenkandidat (Reverend George Smart), wurde sie ein Opfer der für das Gremium angewandten Quoten-Regelungen für unterschiedliche Gruppierungen (bekannt als plumpers).

### Aktivitäten im Ersten Weltkrieg
Als erste Sekretärin des DWWREC organisierte Henderson, dass jeder Stadtbezirk ein eigenes lokales Komitee erhielt. Mit ihrer Gruppe leitete sie die Initiative für freiwillige Beschäftigung von Frauen. Sie gründete eine Spielzeugfabrik, die weibliche Arbeitskräfte bezahlte und arbeitslose Frauen mit finanziellen Zuschüssen unterstützte. Der Vorstand des Prince of Wales Fund (der vom Lord Provost einberufen wurde) verwandelte Hendersons große Zahl von ehrenamtlich engagierten Frauen in einen offiziellen Ausschuss, auch nachdem eine Empfehlung von Mary Paterson, der Sekretärin des Scottish Committee on Women’s Employment erfolgt war. Die Aktivitäten der Frauen wurden als „Keimzelle“ einer lebensfähigen Industrie zur Beschäftigung arbeitsloser Mädchen angesehen, die Ausbildung in Schreibmaschinenschreiben und Schneiderei erhielten und die die hergestellten Spielzeuge verkauften. Hendersons Freiwillige sammelten und verteilten zudem nützliche Extraausstattungen für Soldaten und Matrosen und organisierten Clubs für örtliche Truppen und Gesellschaftsabende für Frauen. Die populäre Zeitschrift The People’s Journal berichtete über die Spende von großen Mengen an Artikeln für die Black Watch, die Royal Naval Reserve und andere. Die von der DWWRC organisierten Spenden wuchsen während des Krieges. Im Oktober 1914 berichtete der Courier, dass Henderson „15.834 Paar Socken, über 200 Hemden, Cholera-Gürtel, Handschuhe, Stulpen, Schalldämpfer und Helme“ an die Front geschickt hätte. Sie berichtete dem DWWREC weiterhin regelmäßig über die Gesamtzahl der Spenden, bis November 1916 über 148.000 Artikel. Kurz vor Weihnachten 1914 gab Henderson an, dass 36.000 Artikel pro Monat gespendet wurden, dass Dankesbriefe von der Front eingingen und dass die verkauften Spielsachen 50 Pfund eingebracht hätten. Das Edinburgh Women’s Emergency Corps besuchte die Fabrik, um den Herstellungsprozess kennenzulernen.
Henderson war Hauptrednerin auf einer Demonstration in Dundee mit Tausenden von Frauen und Anhängern, die für Abstinenz warben und ein Alkoholverbot während des Krieges forderten. Henderson sagte, dass sie (als Nicht-Abstinenzlerin) „durch unwiderlegbare Fakten“ davon überzeugt worden sei, dass es „das Beste für das Land“ sei, wenn die Herstellung und der Verkauf von Alkohol während des Krieges und für „eine Zeit der Demobilisierung“ verboten würden. Henderson hatte von Untersuchungen erfahren, nach denen Frauen aus Angst um ihre Männer an der Front zum Alkohol griffen, was für die Hälfte der Fälle, die 1916 an die Society for the Prevention of Cruelty to Children verwiesen worden waren, zu Alkoholismus und der Gefahr des Missbrauchs von Kindern geführt hatte. Sie forderte die Einrichtung eines Frauenausschusses. Wirtschaftliche Zwänge zur Unterstützung der Kriegsanstrengungen (Schließung von Museen, Einschränkung des Drucks von Büchern und Zeitungen) wurden ebenfalls erörtert, und auf der Sitzung wurde diskutiert, dass es eines „totalen Whiskyverbots“ bedürfe, um die Gefahr für das Leben von Kindern zu verringern.
Im Juni 1915 wurde Henderson zur ehrenamtlichen Sekretärin der Scottish Women’s Hospitals for Foreign Service (SWH) ernannt. Ihre Bemühungen um die Beschaffung von Spendengeldern fanden gleichermaßen in großen und kleinen Orten statt, indem sie Organisationen dazu ermutigte, Spenden zu sammeln oder die Patenschaft für Betten zu übernehmen. Zum Beispiel entstanden so das Broughty Ferry St. Margaret’s School Bed und das Montrose Girls Club Bed, die im Scottish Women’s Hospital at Royaumont eingerichtet wurden. Nach einem Besuch der SWH-Einheiten in Frankreich hielt Henderson Vorträge vor großem Publikum, die unter anderem erläuterte, warum das SWH Alliierten und nicht britischen Opfern half. Britische Armee und Rotes Kreuz hatten keinen Bedarf angemeldet, die belgischen, französischen und serbischen Alliierten aber wohl. Sie berichtete, dass der SWH-Betrieb auf 250 Mitarbeiter angewachsen sei, die 1.000 Betten betreuten. Henderson erinnerte daran, dass General Joseph Joffre 300 der 1000 Francs, die für französische Krankenhäuser bestimmt waren, dem SWH gespendet hatte. Die Einwohner von Dundee hätten 1.500 Pfund gespendet, und mehrere Absolventen der Universität Dundee arbeiteten im SWH: die Ärztinnen Laura Sandeman und Lena Campbell in Serbien und Keith Proctor in Frankreich.
Später in diesem Jahr sprach Henderson in Brechin und bei der örtlichen Frauenwahlrechtsgesellschaft in Cupar, die ein Cupar-Fife-Bed beim SWH Serbien sponserte. Verbindungen zur Suffragettenbewegung ergaben sich schon über die SWH-Gründerin Elsie Inglis selbst. Im März 1916 stellte Henderson die Mission des SWH bei einem gut besuchten örtlichen Benefizkonzert vor und leitete eine Veranstaltung mit einer weiteren Ärztin des SWH in Serbien, Alice Hutchison.
Als sich Henderson im August 2016 dem SWH direkt anschloss, riss dies eine schmerzliche Lücke bei der DWWREC, aber in der Stadt und in den nationalen Wahlrechtsvereinen war man sich einig, dass ihre Fähigkeiten im SWH von Nutzen sein würden. By March 1918, £3,641 was the total. Zum Abschied erhielt Henderson praktische Geschenke: eine Aktentasche, eine Tartandecke, Stifte und Papier sowie Blumen. Sie bedankte sich für das Lob für ihre Hilfsarbeit, die, wie sie sagte, einem guten Team zu verdanken war.
Henderson neue Aufgabe war die Administration der SWH in Serbien und Russland mit einer neu geschaffenene Einheit. Der SWH in Serbien mit Evelina Haverfield als Kommandantin arbeitete unter gefährlichen Umständen, da sich die Serben im Rückzug befanden. Hendersons Administrationseinheit stach am 30. August 1916 von Liverpool aus in See, und Henderson schickte am 21. Oktober 1916 eine Postkarte, auf der sie mitteilte, dass „alles gut“ sei. Eine weitere sandte sie im November 1916 aus Odessa.
Henderson beschrieb Einzelheiten der Arbeit regelmäßig in Artikeln in der britischen Presse: Die erläuterte die Mühen der Reise und beim Aufbau eines Krankenhauses, das in weniger als einem Tag nach der Ankunft 100 Patienten aufnehmen konnte. Dann berichtete sie von einem Feldlazarett näher an der Front und den Rückzug unter die zurückweichenden serbischen und rumänischen Truppen und Bauern mit ihrem Vieh gemischt, während der Beschuss näher rückte. In Common Cause, der Zeitschrift der Suffragetten, erschien ein ausführlicher Bericht, auch zur Angst vor der Gefangennahme durch die Bulgaren und die Verantwortung für die Frauen, die sie betreute. Ein weiteres Zeltlazarett, von dem sie berichtete, lag auf einer weiten Ebene und war somit feindlichem Flugzeugbeschuss ausgesetzt. In einem Erfahrungsbericht über den serbischen und rumänischen Rückzug im People’s Journal berichtete Henderson, dass es in den eigenen grauen Uniformen und mit einem militärischen Auftreten für die Einheimischen fast unmöglich war, ihr Geschlecht auf den ersten Blick zu erraten. Sie sagte, dass die Frauen vom SWH bei den Serben und Rumänen als „verkleidete Engel“ bekannt waren.
Telegraph und Guardian berichteten 1917 über ihre Rückkehr aus der Dobrudscha nach London und ihre Erlebnisse während des serbischen Rückzugs und erwähnten, dass sie sich in Constanța, einer Stadt voller verwundeter Soldaten, befand und erst am Tag vor der Besetzung der Stadt durch die Deutschen abgereist war. Auch in Bukarest wurden die Krankenhäuser auf dem Weg evakuiert. Die Zahl der Verwundeten, mit denen die Krankenschwestern zu tun hatten, lag bei 1.000 bis 3.000 pro Tag, und Henderson sprach von einem „Erfolg der britischen Militärmission“ in diesem Gebiet. Sie kehrte nach dem Rückzug über Norwegen zurück, um den Nachschub an Ausrüstung zu organisieren.
Wie einige andere Frauen im SWH schrieb Henderson über ihre Erlebnisse in Kriegstagebüchern. 1918 wurde mit einem Vorwort von John Oxenham die Gedichtsammlung In War and Peace: Songs of a Scotswoman von Henderson veröffentlicht. Oxenham schrieb, dass sie Gedichte geschrieben habe, die ihre Beobachtungen in Russland und Rumänien „musikalisch zum Ausdruck bringen“, sowie „nachdenkliche, mitfühlende und starke Verse“ in „religiöser Erhabenheit“, die aus ihren Kriegserfahrungen resultierten. Die Erlöse aus dem Verkauf wurde als Spenden an die SWH gegeben.
Ihre Gedichte wurden als eine „Vision des Krieges, von innen gesehen und durch den Geist einer Dichterin ausgedrückt“ beschrieben. Ein Kritiker beschrieb ihr Gedicht The Cargo Boat über die an sich banalen Bemühungen Nachschub zu bringen, als „würdig eines Kipling in seinen besten Zeiten“. In einem anderen Gedicht, The Incident, vergleicht sie den verletzten Soldaten mit einem gekreuzigten Christus und seine Krankenschwester mit einer Mutter oder der Jungfrau Maria. Ein weiteres Gedicht mit dem Titel Like That widmete sie „den Angehörigen der Elsie-Inglis-Unit“ und stützte sich dabei auf ein Zitat des Präfekten von Constanța: „No wonder Britain is so great if her women are like that“. Im November 1916 schreibt Henderson über die Schwestern, die ebenso heldenhaft seien wie die Männer unter Feuer:
I've seen you kneeling on the wooden floor,

Tending your wounded on their straw-strewn bed,

Heedless the while, that right above your head

The Bird of Menace scattered death around.
I've seen you, oh my nurses, 'under fire',

While in your hearts their burned but one desire -

What British men and women hold so dear -

To do your duty without any fear.
Henderson befand sich am 18. März 1917, wenige Tage nach der russischen Februarrevolution, in Petrograd im Machtbereich des Petrograder Sowjet. Sie erzählte dem Reporter des Dundee Courier, dass sie von der „wunderbaren Ordnung“ in den Straßen beeindruckt war, die von (bewaffneten) Freiwilligen aufrechterhalten wurde, und berichtete, dass das Revolutionslied, die Marseillaise, freudig auf Russisch gesungen wurde, sowie von ihrer Überraschung über die „Karikaturen von Kaiser, Kaiserin und Rasputin“, die offen zum Verkauf angeboten wurden. Sie vertrat die politische Meinung, dass die „Stärke Russlands“ bei Kriegsminister Alexander Kerensky läge.

### Nach dem Ersten Weltkrieg
1918 erhielt Frauen durch den Representation of the People Act das Wahlrecht. Henderson war eine der Rednerinnen auf der Eröffnungssitzung einer Zweigstelle der Women Citizens Association (WCA) im April 1918 und sie wurde in das Leitungsgremium gewählt. Ziele der WCA waren, das Interesse der Frauen an sozialen und politischen Fragen zu wecken, um sie auf eine aktive Bürgerschaft vorzubereiten.
Henderson hatte schon vor ihrem Einsatz im Krieg eine Vereinigung von Frauen als Bürgerinnen gegründet, den Steeple Club. Auf einem Treffen im November 1917 erläuterte sie ihre Überzeugung, dass die Frauen „Stadtmütter“ seien, vergleichbar mit den „Stadtvätern“, und dass sich die Gruppe des Steeple Clubs bewährt habe. Bürgerliches Bewusstsein und Gemeinschaftssinn sei einfach ein erweiterter Blick mit dem „Home-making Instinct“ der Weiblichkeit, der nicht nur das eigene individuelle Zuhause, sondern „das häusliche Leben der Stadt und des Staates umfasse“. Nach 58 Treffen oder Veranstaltungen im zweiten Jahr des Bestehens, fanden im dritten Jahr fanden über 100 Veranstaltungen statt. Henderson wurde als Präsidentin wiedergewählt.
Henderson gehörte zusammen mit ihrer schottischen Kollegin Janie Russell auch zu den Mitbegründerinnen des Ladies’ Forum Club in London. An der Eröffnungsveranstaltung nahm sie in der Uniform der SWH zusammen mit der Suffragetten-Aktivistin Florence Haig teil.
1925 kehrte Henderson nach Schottland zurück und wurde Geschäftsführerin des Ladies’ Town and County Club in Aberdeen. Sie lebte nun in Lumsden und engagierte sich im örtlichen Krankenhausvorstand, in der District Nursing Association und im örtlichen Women’s Rural Institute. Außerdem war sie Mitglied des Soroptimist Club.
1929 erschien ihr Gedichtband Warp and Woof und erhielt gemischte Kritiken.
Henderson war 64 Jahre alt, als sie am 6. November 1938 im Nicoll Hospital in Rhynie starb, wo sie in der Verwaltung tätig war. Sie hatte sich am Tag zuvor bei einem ungeklärten Autounfall schwer verletzt und einen Schädelbruch erlitten.
Sie wurde auf dem Kirchhof von Auchindoir begraben. In einem ihrer Gedichte, My Desire, heißt es:
Oh lay me where the morning mist

Lies softly on the hill,

Where the light and shade of summer cloud

Flits to and fro at will.